# Doxomysis hanseni
Doxomysis hanseni är en kräftdjursart som beskrevs av Colosi 1920. Doxomysis hanseni ingår i släktet Doxomysis och familjen Mysidae. Inga underarter finns listade i Catalogue of Life.